# Limba engleză
Limba engleză (în engleză, English) este o limbă vest germanică avându-și originile în Anglia, și care este în prezent limba maternă pentru majoritatea locuitorilor Australiei, Canadei, Commonwealth-ului Caraibean, Irlandei, Noii Zeelande, Regatului Unit și Statelor Unite ale Americii (cunoscute de asemenea drept „Anglosfera”). Este o limbă folosită intensiv ca limbă secundară sau ca limbă oficială de-a lungul lumii, în special în țări din Commonwealth precum India, Sri Lanka, Pakistan, sau Africa de Sud, precum și în multe organizații internaționale.
Engleza modernă este denumită adeseori „lingua franca” globală. Engleza este limba dominantă pe plan internațional în domeniile comunicației, științei, afacerilor, aviației, divertismentului, radioului și diplomației. Influența Imperiului Britanic este motivul principal pentru răspândirea inițială a limbii mult dincolo de limitele Arhipelagului Britanic. În urma celui de-al Doilea Război Mondial, influența economică și culturală crescândă a Statelor Unite a accelerat profund răspândirea acestei limbi. Într-o zi obișnuită de școală, aproximativ un miliard de oameni învață, într-o formă sau alta, limba engleză.
Cunoașterea limbii engleze este necesară pentru angajarea în anumite domenii, profesii sau ocupații. Rezultatul acestei necesități este că peste un miliard de oameni din întreaga lume vorbesc engleza măcar la un nivel de bază. Engleza este de asemenea una din cele șase limbi oficiale ale Națiunilor Unite.

## Istorie

### Primul pas pentru formarea limbii engleze
În izvoarele istorice se găsesc referiri la o limbă străină, mult mai veche decât limba engleză, care circula în zona Insulei Britanice încă din Epoca Bronzului. Aceasta făcea parte din grupul de limbi proto-celtice (sau „common celtic”). Acest grup de limbi antice reprezintă un vechi strămoș al limbilor celtice (grup de limbi ce au circulat în zona de nord a Europei).
Limbile proto-celtice erau vorbite în zona Insulei Britanice și făceau parte din pachetul de limbi proto-indo-europene. Ele au fost vorbite în această zonă până la sfârșitul secolului al VIII-lea î.Hr. și au fost reprezentative pentru Epoca Bronzului în zona Insulei Britanice. După sfârșitul secolului al VIII-lea î.Hr. s-a terminat Epoca Bronzului, iar acest grup de limbi a evoluat în grupul de limbi celtice. Semnele de punctuație au apărut în limba engleză abia în secolul al XV-lea.

### Care sunt tipurile de limbi celtice?
Limbile celtice fac parte din setul de limbi indo-europene. Acest pachet de limbi străine a circulat pe o perioadă de 5 secole în toată Europa. Ele au fost vorbite în epoca fierului și au apărut la începutul secolului VI î.Hr.
În zona Insulei Britanice, a apărut și s-a dezvoltat celtica insulară. Astfel, acest grup de limbi conținea următoarele pachete de limbi vorbite:
- grupul de limbi Goidelic cu limbile: Irish, Manx și Scottish Gaelic
- grupul de limbi Brittonic cu limbile: Breton, Cornish și Welsh

Datele istorice evidențiază faptul că înainte de limba engleză, pe Insula Britanică era vorbită limba celtică. Grupul de limbi celtice a avut în istorie extrem de multe forme. Acest grup de limbi străine a circulat aproape în toată Europa. Cu toate că limbile celtice insulare se aseamănau extrem de mult între ele, ceea ce știm din izvoarele istorice, este o diferență extrem de mare din punct de vedere al lexicului și vocabularului față de limbile celtice continentale.
Limbile celtice insulare au apărut în secolul VI î.Hr. și au primit diverse influențe de-a lungul timpului. Aceste influențe s-au menținut până în ziua de astăzi, dar s-au modificat odată cu interacțiunea cu alte popoare și alte limbi străine.

### Formarea Englezei Vechi (Old English)
Engleza este o limbă anglo-frizonă. Popoare vorbitoare de limbi germanice din nord-vestul Germaniei (angli și saxoni) și din Iutlanda (iuți) au invadat ceea ce astăzi este partea de est a Angliei, în jurul secolului al V-lea d.Hr. Încă se dezbate dacă engleza veche s-a răspândit prin dispersarea vechii populații sau dacă celții nativi au adoptat gradual limba și cultura clasei dominante, nefiind exclusă nicio combinație a acestor două procese.

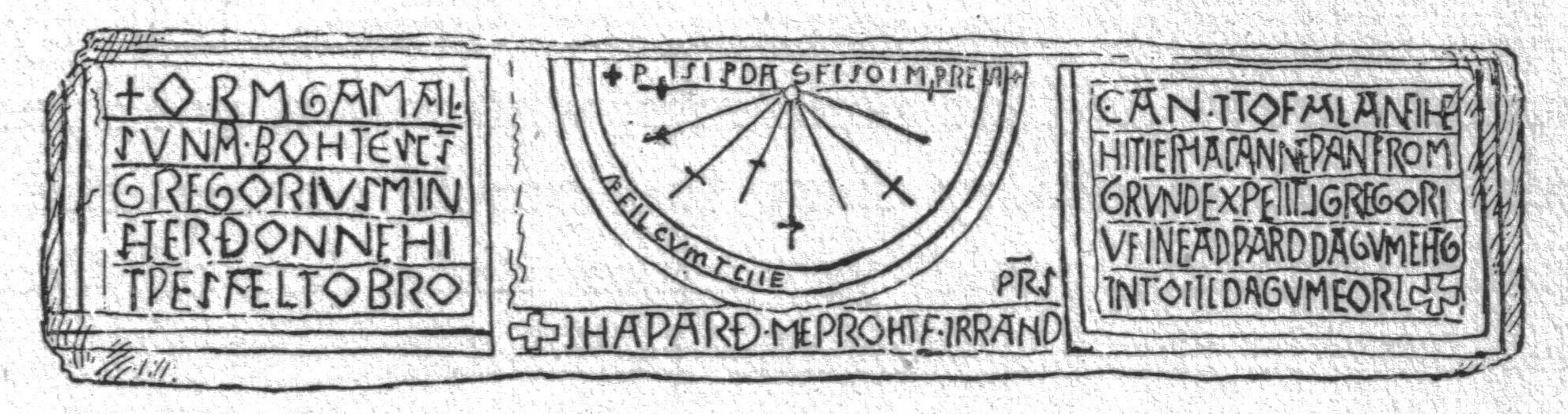
Inscripții în engleză veche pe cadranul solar de la Kirkdale, North Yorkshire

Indiferent de origini, aceste dialecte germanice s-au unit până la un punct (încă mai rămăseseră variațiuni geografice) și au format ceea ce astăzi se numește engleza veche. Engleza veche se aseamănă cu unele dialecte de pe coasta de nord-vest a Germaniei și a Țărilor de Jos de astăzi. De-a lungul istoriei scrise a vechii engleze, aceasta și-a păstrat o structură sintetică mai degrabă apropiată de cea a limbii proto-indo-europene, adoptând convențiile saxonei de vest, în timp ce engleza orală a devenit din ce în ce mai analitică în natura sa, pierzând sistemul complex al cazurilor și bazându-se mai mult pe prepoziții și ordine fixă a cuvintelor pentru a transmite sensurile. Acest fenomen devine evident de-a lungul perioadei „englezei de mijloc”, când literatura era până la un punct redactată cu variațiunile dialectale orale aproape intacte, după ce vechea engleză și-a pierdut statutul de limbă literară a nobilimii. Se afirmă că dezvoltarea timpurie a limbii a fost influențată de substratul celt. Mai târziu, a fost influențată de limba nord-germanică înrudită cu nordica veche, vorbită de vikingii care s-au stabilit în principal pe coasta de nord și est, ajungând până la Londra, în regiunea cunoscută ca „Danelaw”.

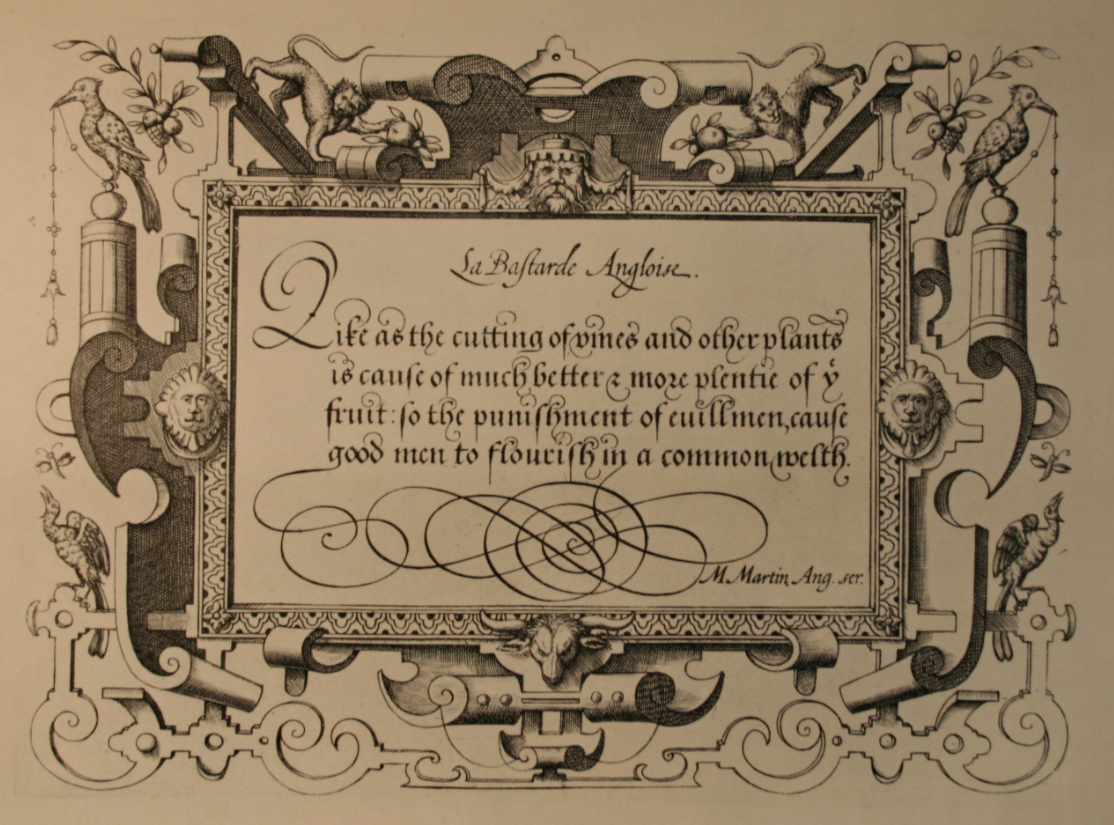
La Bastarde Angloise, pagina 20 din Theatrum artis scribendi de Jodocus Hondius (1596)

„Marea rocadă a vocalelor”

Cucerirea Angliei de către normanzi, în 1066, a influențat profund evoluția limbii. Timp de aproximativ 300 de ani după cucerire, normanzii au vorbit anglo-normanda, o limbă apropiată de franceza veche, ca limbă oficială la Curte, în drept și administrație. Un număr foarte mare de cuvinte normande s-au strecurat în engleza veche, în special în domeniile legale și administrative, dar și în cuvinte din vocabularul de bază, precum mutton (carne de miel) sau beef (carne de vită). Mai târziu, multe cuvinte au fost împrumutate direct din latină sau greacă, lăsând un vocabular paralel care a ajuns până în zilele noastre. Influența normandă a dat naștere la ceea ce azi se cheamă „engleza de mijloc”.
De-a lungul secolului al XV-lea, engleza de mijloc a fost transformată de „marea rocadă a vocalelor”, de răspândirea prestigiosului dialect sud-estic la Curte, în administrație și în viața academică, și de efectul uniformizator al imprimării. În anul 1476, William Caxton a introdus tiparul în Anglia, iar până în anul 1640 erau 20.000 de scrieri tipărite în limba engleză. Aceast lucru a avut o mare importanță în răspândirea unei engleze standardizate, uniformizate, pe tot teritoriul Angliei. Renașterea, Shakespeare, creșterea Angliei ca forță la nivel mondial și epoca de aur a coloniilor engleze în lume, dezvoltarea modalităților de transport (tren, vapor etc.) și de acces la informație (ziare, literatură etc.) au avut influențe puternice asupra limbii engleze și au contribuit la formarea și transformarea ei în ceea ce cunoaștem azi.

## Clasificare și limbi înrudite
Limba engleză aparține sub-ramurii vestice a ramurii germanice aparținând familiei de limbi indo-europene.
Întrebarea privind care este limba cea mai înrudită cu engleza nu are un răspuns sigur. Aparte de limbile „creole”, cu împrumuturi din engleză, precum tok pisin, scots (vorbită în special în Scoția și părți din Irlanda de Nord), nu este o limbă galică, ci face parte din familia de limbi anglice: atât scots, cât și engleza modernă provin din engleza veche, cunoscută și ca „anglo-saxonă”. Ruda cea mai apropiată a englezei, după scots, este frizona, vorbită în nordul Țărilor de Jos și nord-vestul Germaniei. Alte limbi vest-germanice mai puțin înrudite sunt: germana, saxona joasă, neerlandeza și afrikaans. Limbile nord-germanice din Scandinavia sunt mai puțin apropiate de engleză decât cele vest germanice.
Multe cuvinte franceze sunt inteligibile pentru un vorbitor de engleză (deși pronunția poate fi diferită), deoarece engleza a absorbit un număr mare de cuvinte din normandă și franceză, datorită cuceririi normande și apoi unor împrumuturi din franceză în secole mai târzii. Drept urmare, o parte importantă din vocabularul englez este derivată din franceză, cu diferențe minore de ortografie (terminații, folosirea ortografiei din franceza veche etc.), precum și diferențe ocazionale de semantică – așa-numiții faux amis, sau „prieteni falși”.
Peste 380 de milioane de oameni vorbesc engleza ca limbă maternă. Engleza este astăzi, probabil, a treia limbă ca număr de vorbitori nativi, după chineza mandarină și spaniolă. Cu toate acestea, combinând vorbitorii nativi cu cei non-nativi, este probabil cea mai vorbită limbă din lume, deși pe locul doi dacă luăm în considerație combinația limbilor chineze, depinzând dacă variantele de chineză sunt considerate dialecte sau limbi de sine stătătoare. Estimările care includ engleza ca limbă străină variază de la 470 de milioane la peste un miliard, depinzând de standardele folosite pentru a stabili nivelul și gradul de alfabetizare atins în limba respectivă. Conform unor surse, numărul celor care vorbesc engleza ca limbă străină este de trei ori mai mare decât cel al vorbitorilor nativi.

Distribuția englezei ca limbă maternă pe țări (Crystal, 1997)

Țările cu cele mai mari populații de vorbitori nativi de engleză sunt, în ordine descendentă: Statele Unite (225 milioane), Marea Britanie (56,6 milioane), Canada (19,4 milioane), Australia (16,5 milioane), Africa de Sud (4,89 milioane), Irlanda (4,27 milioane) și Noua Zeelandă (3,82 milioane). Țări precum Jamaica și Nigeria au de asemenea milioane de vorbitori nativi ale unor dialecte care variază de la o creolă bazată pe engleză la o versiune aproape standard a englezei. Dintre acele țări unde engleza este vorbită ca limbă secundară, India are cei mai mulți vorbitori, iar profesorul de lingvistică David Crystal susține că, dacă se adună vorbitorii nativi și cei non-nativi, India are cel mai mare număr de oameni care vorbesc sau înțeleg engleza. După India se află Republica Populară Chineză.
Engleza nu este limbă oficială nici în Statele Unite, nici în Regatul Unit. Deși guvernul federal american nu are limbi oficiale, engleza are statut oficial în guvernele a 31 din cele 50 de state constituente.

### Engleza ca limbă globală
Competență foarte mare
     Competență mare
     Competență moderată
     Competență scăzută
     Competență foarte scăzută

Cunoașterea limbii engleze pe țări
Competență foarte mare
Competență mare
Competență moderată
Competență scăzută
Competență foarte scăzută

Deoarece engleza este atât de răspândită, a fost numită deseori „limbă globală” sau „lingua franca” a epocii moderne. Cu toate că engleza nu este limbă oficială în multe țări, este în prezent limba cea mai studiată ca limbă secundară din lume. Unii lingviști consideră că nu mai este semnul cultural exclusiv al „vorbitorilor nativi de engleză”, ci mai degrabă o limbă care absoarbe aspecte ale unor culturi din întreaga lume, pe măsură ce influența ei se extinde. Este, prin tratat internațional, limba oficială pentru comunicațiile aeriene și maritime, precum și una din limbile oficiale ale Uniunii Europene, ale Națiunilor Unite și a majorității organizațiilor atletice internaționale, incluzând aici Comitetul Olimpic Internațional.
Engleza este limba cea mai studiată ca limbă străină în Uniunea Europeană (de către 89% dintre elevi), urmată fiind de franceză (32%), germană (18%) și spaniolă (8%). În Uniunea Europeană, o mare parte din populație pretinde că poate conversa la un anumit nivel în engleză. Dintre țările non-anglofone, un procentaj important din populație a afirmat că poate conversa în engleză, în următoarele țări: Țările de Jos (87%), Suedia (85%), Danemarca (83%), Luxemburg (66%), Finlanda (60%), Slovenia (56%), Austria (53%), Belgia (52%) și Germania (51%). Norvegia și Islanda prezintă, de asemenea, o majoritate de vorbitori competenți ai englezei.
Cărți, reviste și ziare scrise în engleză se pot găsi în multe țări de pe Glob. Engleza este de asemenea cea mai folosită limbă în științe. În 1997, Indexul de Citare a Științelor a informat că 95% din articolele sale erau scrise în engleză, cu toate că numai jumătate aparțineau unor autori din țări anglofone.

## Răspândire geografică
| Teritoriu                        | Vorbitori L1 | Vorbitori L2 |
| -------------------------------- | ------------ | ------------ |
| Africa de Sud                    | 4.890.000    | 11.000.000   |
| Anguilla                         | 950          |              |
| Antigua și Barbuda               | 66.000       |              |
| Aruba                            | 9.000        | 35.000       |
| Australia                        | 16.500.000   | 3.500.000    |
| Bahamas                          | 260.000      | 28.000       |
| Bahrain                          | 10.500       |              |
| Barbados                         | 262.000      | 13.000       |
| Belize                           | 184.000      | 56.000       |
| Bermuda                          | 63.000       |              |
| Bonaire                          | 300          |              |
| Botswana                         | 34.400       | 630.000      |
| Brunei                           | 10.000       | 134.000      |
| Camerun                          |              | 7.700.000    |
| Canada                           | 19.400.000   | 7.000.000    |
| Curaçao                          | 4.100        |              |
| Dominica                         | 10.000       | 60.000       |
| Emiratele Arabe Unite            | 100          |              |
| Estonia                          | 880          | 647.000      |
| Etiopia                          | 1.870        | 170.000      |
| Fiji                             | 6.000        | 170.000      |
| Filipine                         | 20.000       | 40.000.000   |
| Gambia                           | 1.000        | 40.000       |
| Ghana                            |              | 1.400.000    |
| Gibraltar                        | 28.000       | 2.000        |
| Grenada                          | 750          |              |
| Guam                             | 63.200       | 100.000      |
| Guernsey                         | 62.500       |              |
| Guyana                           | 650.000      | 30.000       |
| Honduras                         | 31.500       |              |
| Hong Kong                        | 238.000      | 2.200.000    |
| India                            | 350.000      | 200.000.000  |
| Insula Man                       | 85.000       |              |
| Insula Norfolk                   | 1.680        |              |
| Insulele Cayman                  | 50.000       |              |
| Insulele Cook                    | 680          | 17.000       |
| Insulele Mariane de Nord         | 6.820        | 65.000       |
| Insulele Marshall                | 23.200       | 60.000       |
| Insulele Solomon                 | 10.000       | 165.000      |
| Insulele Turks și Caicos         | 920          |              |
| Insulele Virgine Americane       | 98.000       | 15.000       |
| Insulele Virgine Britanice       | 20.000       |              |
| Irlanda                          | 4.270.000    | 275.000      |
| Israel                           | 103.000      |              |
| Jersey                           | 59.500       |              |
| Kenya                            |              | 2.700.000    |
| Kiribati                         | 490          | 23.000       |
| Lesotho                          |              | 500.000      |
| Liban                            | 5.170        |              |
| Liberia                          | 74.000       | 2.500.000    |
| Malaezia                         | 380.000      | 7.000.000    |
| Malawi                           | 16.000       | 540.000      |
| Malta                            | 16.200       | 360.000      |
| Marea Britanie                   | 56.600.000   | 1.500.000    |
| Mauritius                        | 5.900        | 200.000      |
| Montserrat                       | 100          |              |
| Namibia                          | 129.000      | 300.000      |
| Nauru                            | 710          | 10.700       |
| Nepal                            | 2.030        | 7.000.000    |
| Nigeria                          |              | 60.000.000   |
| Niue                             | 160          | 510          |
| Noua Zeelandă                    | 3.820.000    | 150.000      |
| Pakistan                         | 12.500       | 17.000.000   |
| Palau                            | 2.870        | 18.000       |
| Papua Noua Guinee                | 150.000      | 3.000.000    |
| Puerto Rico                      | 100.000      | 1.840.000    |
| Republica Dominicană             | 8.000        |              |
| Rwanda                           |              | 20.000       |
| Saba                             | 1.190        |              |
| Saint-Barthélemy                 | 100          |              |
| Saint-Martin                     | 5.000        |              |
| Saint Pierre și Miquelon         | 190          |              |
| Samoa                            | 200          | 93.000       |
| Samoa Americană                  | 2.000        | 65.000       |
| Seychelles                       | 3.000        | 30.000       |
| Sfânta Lucia                     | 1.600        | 40.000       |
| Sfântul Cristofor și Nevis       | 200          |              |
| Sfântul Vicențiu și Grenadinele  | 400          |              |
| Sierra Leone                     | 500.000      | 4.400.000    |
| Singapore                        | 1.100.000    | 2.000.000    |
| Sint Eustatius                   | 1.900        |              |
| Sint Maarten                     | 5.000        |              |
| Sri Lanka                        | 10.000       | 1.900.000    |
| Statele Federate ale Microneziei | 4.000        | 60.000       |
| Statele Unite ale Americii       | 225.000.000  | 25.600.000   |
| Swaziland                        | 7.500        | 50.000       |
| Tanzania                         |              | 4.000.000    |
| Tokelau                          | 670          |              |
| Tonga                            | 1.020        | 30.000       |
| Trinidad și Tobago               | 1.300.000    |              |
| Tuvalu                           |              | 800          |
| Țările de Jos                    |              | 15.000.000   |
| Uganda                           |              | 2.500.000    |
| Vanuatu                          | 1.900        | 120.000      |
| Zambia                           | 110.000      | 1.800.000    |
| Zimbabwe                         | 250.000      | 5.300.000    |
| Total                            | 339.370.920  | 603.163.010  |

## Dialecte și varietăți regionale
Expansiunea Imperiului Britanic și – de la al Doilea Război Mondial – dominația Statelor Unite au avut drept rezultat răspândirea englezei pe Glob. Datorită acestei răspândiri globale, s-au dezvoltat diverse dialecte ale englezei, precum și limbi creole bazate pe engleză.
Varietățile majore ale englezei includ, în cele mai multe cazuri, mai multe subvarietăți, precum argoul Cockney în cadrul englezei britanice; engleza Newfoundland în cadrul englezei canadiene; și engleza vernaculară afro-americană, precum și engleza sud-americană, în cadrul englezei americane. Engleza este o limbă pluricentrică, lipsită de o autoritate lingvistică centrală, cum de exemplu pentru Franța este Académie française; și, cu toate că nici o varietate nu este considerată cea standard, există unele accente care au mai mult prestigiu, cum ar fi RP – Received Pronunciation – în engleza britanică.
Scots s-a dezvoltat – în mare parte independent – pornind de la aceleași origini, dar în urma Actelor de Uniune din 1707 a început un proces de atrițiune, în care generațiile succesive au început să adopte tot mai multe caracteristici din engleză, cauzând o dialectalizare. Dacă este o limbă separată sau un dialect al englezei („engleza scoțiană”) se dezbate în prezent. Pronunția, gramatica și lexicul formelor tradiționale sunt distincte, uneori fundamental, de alte varietăți ale englezei.
Așa cum engleza a împrumutat cuvinte din multe limbi de-a lungul istoriei sale, împrumuturi din engleză există acum în multe dintre limbile lumii, indicând influența tehnologică și culturală a vorbitorilor ei. Mai multe limbi creole s-au format având engleza ca bază, precum jamaicana patois, pidginul nigerian sau tok pisin. Există cuvinte în engleză pentru a descrie diversele forme pe care le adoptă limbile non-engleze care conțin cuvinte englezești într-o proporție semnificativă. Franglais, de exemplu, este folosit pentru a descrie limba franceză vorbită cu multe cuvinte englezești; se găsește în Insulele Canalului. Altă variantă, vorbită în regiunile bilingve ale Québecului, este numită Frenglish.

## Fonologie

### Vocale
| RP   | GA  | cuvânt |
| ---- | --- | ------ |
| [iː] | [i] | need   |
| [ɪ]  | [ɪ] | bid    |
| [e]  | [ɛ] | bed    |
| [æ]  | [æ] | back   |

| RP    | GA   | cuvânt |
| ----- | ---- | ------ |
| ([ɪ]) | [ɨ]  | roses  |
| [ə]   | [ə]  | comma  |
| [ɜː]  | [ɜr] | bird   |
| [ʌ]   | [ʌ]  | but    |

| RP   | GA  | cuvânt |
| ---- | --- | ------ |
| [uː] | [u] | food   |
| [ʊ]  | [ʊ] | good   |
| [ɔː] | [ɔ] | paw    |
| [ɒ]  | [ɔ] | cloth  |
| [ɒ]  | [ɑ] | box    |
| [ɑː] | [ɑ] | bra    |

| RP   | GA   | cuvânt |
| ---- | ---- | ------ |
| [eɪ] | [eɪ] | bay    |
| [əʊ] | [oʊ] | road   |
| [aɪ] | [aɪ] | cry    |
| [aʊ] | [aʊ] | cow    |
| [ɔɪ] | [ɔɪ] | boy    |

### Consoane
|                      | bilabială | labio-dentală | dentală | alveolară | postalveolară | palatală | velară | glotală | labio-velară |
| -------------------- | --------- | ------------- | ------- | --------- | ------------- | -------- | ------ | ------- | ------------ |
| explosivă            | [p b]     |               |         | [t d]     |               |          | [k ɡ]  |         |              |
| nazală               | [m]       |               |         | [n]       |               |          | [ŋ]    |         |              |
| fricativă            |           | [f v]         | [θ ð]   | [s z]     | [ʃ ʒ]         |          | [x]    | [h]     |              |
| africată             |           |               |         |           | [tʃ dʒ]       |          |        |         |              |
| sonantă              |           |               |         | [ɹ]       |               | [j]      |        |         | [w]          |
| aproximantă laterală |           |               |         | [l]       |               |          |        |         |              |

## Gramatică
Învățarea eficientă a limbii engleze nu va funcționa fără cunoștințe de gramatică. Aceasta este regula pe care se bazează limba engleză. Fără aceste cunoștințe, este imposibil să fie înțelese textele, precum și să fie construite propoziții.

## Ortografie
În comparație cu alte limbi în care reprezentarea în scris a unui sunet este regulat, în limba engleză un anumit sunet poate fi scris în mai multe variante. Această neregularitate se datorează atât istoriei complexe a limbii engleze, dar și faptului că de-a lungul timpului nu a fost implementată nicio reformă de ortografie sistematică.
Pe lângă aceste aspecte, sunt anumite diferențe în ortografia cuvintelor depinzând de regiuni și țări, și anume (în termeni generali) între ortografia în cadrul englezei americane și englezei britanice. În Statele Unite, Canada și în alte țări care au fost puternic influențate de Statele Unite se vorbește (și se scrie) engleza americană; în timp ce în Marea Britanie și restul de peste 50 de țări care fac parte din așa-numita „British Commonwealth” (precum Australia, Noua Zeelandă, Africa de Sud și așa mai departe) se vorbește și scrie engleza britanică. Diferențele există fiindcă engleza britanică a menținut modul de scriere a cuvintelor preluate din alte limbi (precum limba franceză), în timp ce engleza americană a adaptat ortografia pentru a reflecta pronunția acestora. Deși populației din România îi este foarte cunoscut accentul american, datorită filmelor hollywoodiene, de obicei în cadrul cursurilor de limba engleză (atât în cadrul învățământului de stat cât și particular) se predă engleza britanică și implicit ortografia aferentă. Diferențele se pot observa în cinci cazuri:
- terminația „-our” (engleza britanică) se transformă în „-or” (engleza americană): colour – color (culoare);
- terminația „-ise” sau „-isation” (engleza britanică) se transformă în „-ize”, respectiv „-ization” (engleza americană): organisation – organization (organizație);
- terminația „-re” (engleza britanică) este transformată în „-er” (engleza americană): centre – center (centru, miez);
- în cazul unor cuvinte care au terminația „-ed” ori „-ing”, litera „l” se dublează în engleza britanică, în timp ce în cea americană nu: travelling – traveling (călătorie) și travelled – traveled (a călători);
- în cazul unor cuvinte care conțin diftongul „-ae” în engleza britanică, acestea rămân numai cu „-e” în cea americană: archaeology – archeology (arheologie).

## Numărul și originea cuvintelor

Originile lexiconului englez. Diagramă realizată pe baza unei examinări computerizate a aproximativ 80.000 de cuvinte din vechiul Shorter Oxford Dictionary

Cea de-a doua ediție a Oxford English Dictionary (1933) cuprinde 600.000 de definiții, în timp ce Webster's Third New International Dictionary cuprinde 475.000 de cuvinte. În decembrie 2010, un studiu în care au colaborat Google și Harvard a arătat că limba conține 1.022.000 de cuvinte și crește la un ritm de 8.500 de cuvinte pe an. Cele mai folosite cuvinte sunt în majoritate de origine germanică. Un studiu computerizat de 80.000 de cuvinte luate din vechiul Shorter Oxford Dictionary (a treia ediție), publicat în Ordered Profusion de Thomas Finkenstaedt și Dieter Wolff (1973), arată originea cuvintelor ca fiind următoarea:
- limbi oïl, incluzând franceza și normanda veche – 28,3%;
- latină, incluzând latina modernă științifică și tehnică – 28,24%
- limbi germanice (incluzând cuvinte moștenite direct din engleza veche, dar neincluzând cuvinte germanice provenind din elemente germanice ale francezei, latinei sau altei limbi latine) – 25%;
- greacă – 5,32%;
- fără etimologie precisă – 4,03%;
- derivate din nume proprii – 3,28%;
- toate celelalte limbi – mai puțin de 1%.

Cuvintele de origine neerlandeză sunt în principal cele despre nave, cele provenind din limba nordică veche sunt în principal moștenite din anii 800–1000 d.Hr., când vikingii cuceriseră estul și nordul Angliei, în timp ce majoritatea celor de origine franceză sunt din perioada cuceririi normande (multe altele, însă, au fost adoptate în secolele XVII–XIX, când franceza era limba occidentală a politicii internaționale și a comerțului).